# گلدره (نجف‌آباد)
گودوشی =سطل
گلدره (نجف آباد)، روستایی از توابع بخش مهردشت شهرستان نجف‌آباد در استان اصفهان ایران است و دارای آب و هوای کوهستانی می‌باشد و زبان مردم این روستا فارسی و به سوئیس ایران معروف است و با تلفیقی از لهجه اصفهانی و مشهدی صحبت می‌کنند.

## جمعیت
این روستا در منطقه مهردشت قرار دارد و براساس سرشماری مرکز آمار ایران در سال ۱۳۹۰، جمعیت آن ۱۶۵۵ نفر (۳۵۹خانوار) بوده است. (۸۵۱ نفر مرد، ۸۰۴ نفر زن)

## موقعیت جغرافیایی
روستای گلدره در ۵۰ درجه و ۴۱ دقیقه‌ای طول جغرافیایی و ۳۳ درجه و۳ دقیقه عرض جغرافیایی و با ارتفاع ۲۳۳۰ متر از سطح دریا قرار دارد. این روستا از طرف جنوب به روستای گنهران و مرز منطقهٔ کرون، از شمال به روستای دماب، از طرف غرب به روستای اشن، و از شرق به روستا ی خیرآباد محدود می‌شود و در غرب منطقهٔ مهردشت قرار دارد. فاصلهٔ این روستا تا دهق ۳۵ کیلومتر است.
این روستا در بین چند کوه به نام‌های :سعید، بابا پیرون، زنگالی، و تختی قرار دارد. به دلیل بالا بودن این روستا از سطح دریا و قرار گرفتن در بین چند کوه، خاک ان سطحی است و پس از حفر چند متر به سنگ می‌رسد. خاک قسمت غربی این روستا (به خاک سفیده) و در جنوب به (خاک سرخه) معروف است. خاک شمال این روستا سنگریزه‌های فراوانی دارد
این روستا دارای ۲ رودخانهٔ فصلی است که از کوه‌ها سرچشمه می‌گیرد. یکی از شرق و دیگری از غرب که در تنگهٔ بابا پیرون به هم می‌پیوندد و از روستا خارج می‌شوند. با گرم شدن هوا این رودخانه خشک می‌شود.

## آشنای با روستای گلدره
روستای گلدره آخرین روستا در شهرستان نجف آباد واقع شده است و تا شهرستان نجف آباد حدود ۱۱۰کیلومتر و تا شهر اصفهان حدود ۱۲۵ کیلومتر و تا شهر دهق ۳۵ کیلومتر فاصله دارد و در میان چند کوه واقع شده است، منطقه‌ای سرسبز و زیبا و کوهستانی که زمستان‌های سرد و معمولاً برف‌نشین می‌باشد. این روستا صاحب آب آشامیدنی بهداشتی، برق، تلفن، درمانگاه، گاز، آنتن موبایل، شرکت تعاونی و دو مدرسه ابتدایی و راهنمایی می‌باشد. مردم گلدره بسیار معتقد و متدین و در جنگ تحمیلی نقش مهمی داشته‌اند، این روستا صاحب دو حسینیه و یک مسجد جامع و دو مسجد دیگر است. قدمگاه باباپیرعلی (باباپیرون ۵۰۰متری شمال شرقی این روستا اعتقادات بسیاری را مجذوب خویش نموده است. ساختمان قدمگاه حدود ۳۰۰ سال پیش از گل و خشت خام و چوب ساخته شده است که به تازگی بازسازی شده است و بافت قدیمی آن به‌طور کلی از بین رفته است، زبان اهالی فارسی با لهجه مشهدی اصفهانی و شغل آنان کشاورزی، دامداری، مرغداری و کتیرا و روحیاتی سخت کوشانه و جمعیتی قریب به ۱۶۵۵ نفر دارد.

## اماکن تاریخی گلدره
اماکن تاریخی:علاوه بر قلعه‌هایی که وجود داشت، در روستای گلدره قدمگاهی به نام «بابا پیر» وجود دارد.
و همین‌طور کوه‌هایی که در دور این روستا قرار دارند به زیبایی این روستا افزوده‌اند.
اماکن تفریحی:محلی به نام معدن (درفصل بهار)، سرتعلی، برجی، بیخه، باغ‌های پایین، باباپیر

## اقتصاد
اقتصاد این روستا بر کشاورزی و دام پروری و کارهای دیگری استوار است. انگور و بادام دو محصول اصلی صادراتی این روستا است. گندم و جو نیز برای مصرف مردم و دام‌ها تولید می‌شود. در این روستا چند قنات است که برای کشاورزی و آشامیدن از آب آن‌ها استفاده می‌شود. این قنات‌ها عبارتند از:قنات باغ‌های پایین و قنات سلطان علی. چشمه‌هایی نیز به نام‌های:هلوم، بیخه، بلا، برجی، زنگالی، دره شور، و دره درازوجود دارد که در تابستان آب آن‌ها کم یا خشک می‌شود. پرورش دام در این روستا به دلیل وجود مراتع و نزدیکی به منطقهٔ فریدن از اهمیت زیادی برخوردار است. تولید مرغ نیز در سالیان اخیر رواج یافته است. علاوه بر موارد فوق مردم به جمع‌آوری کتیرا در فصل تابستان علاقه نشان می‌دهند.

## قدمگاه بابا پیر

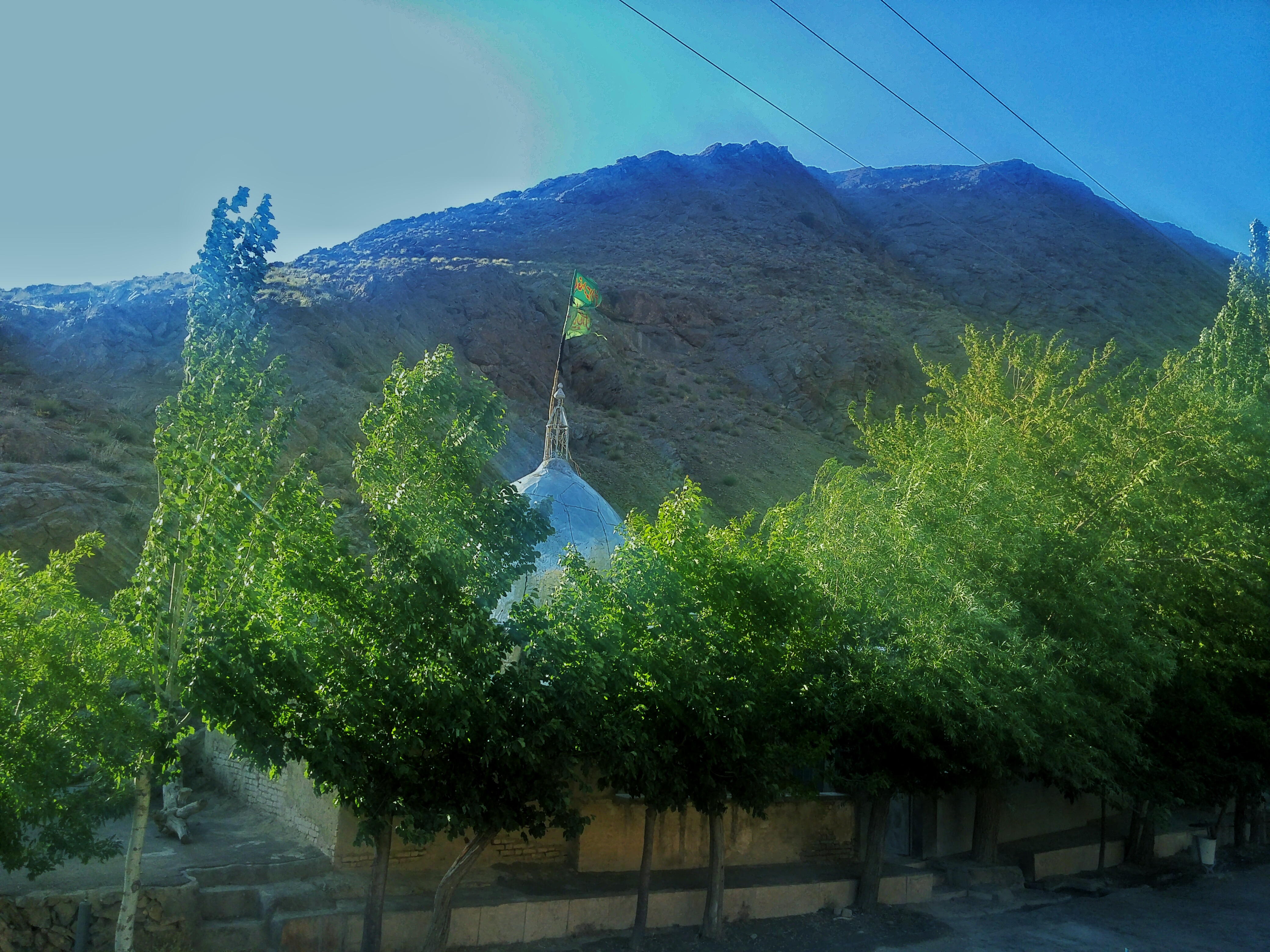